# LTO-tango
LTO-tango är en låt av det svenska proggbandet Hoola Bandoola Band. Låten återfinns på albumet Fri information från 1975, och är den kortaste låten på albumet. Den skrevs av medlemmen Björn Afzelius, som tidigare inte hade skrivit en låt för bandet innan Fri information.
"LTO-tango" är även med på samlingsalbumet Hoola Bandoola Band 1971–1976.
Låttiteln syftar på den vid den tiden omdiskuterade Lagen om tillfälligt omhändertagande, LTO, från 1973. Författaren Örjan Svedberg skriver i boken Hoola bandoola band: Om ett band, en tid, en stad: "Tankegången i texten är att överheten skapar lagar de kan böja till hur de vill och att dessa lagar är klasslagar."